# Say You'll Be There
"Say You'll Be There" é uma canção do girl group britânico Spice Girls. Foi co-escrito pelas integrantes do conjunto, com Jonathan Buck e Eliot Kennedy, para o álbum de estréia do grupo, Spice (1996). O duo de produção Absolute, incorporou uma mistura de pop e R&B na música, que inclui um solo de gaita, interpretado por Judd Lander. A letra que descreve as coisas que o grupo passou juntas e a forma como elas sempre estiveram juntas, uma com as outras, recebendo críticas mistas dos críticos de música, que a descreveu como "confusa" e sentiram que a produção infundida de R&B, era uma "oferta para o street de rua". A música também foi gravada pela cantora e compositora dinamarquesa MØ, que também ganhou popularidade.
O videoclipe foi inspirado nos filmes, Faster, Pussycat! Kill! Kill! (1965) e Pulp Fiction (1994) e apresenta o grupo como um grupo guerreiras, que usam artes marciais e armas de alta tecnologia de influência ninja, para prenderem um macho infeliz. Inclui símbolos do desemprego masculino e serve de exemplo de solidariedade e de união no grupo. Recebeu reações positivas dos fãs e foi nomeado para inúmeros prêmios, incluindo o Smash Hits! Awards de 1996!, o MTV Video Music Awards de 1997 e o BRIT Awards, de 1997.
Lançado como o segundo single do álbum em 14 de outubro de 1996, tornou-se seu segundo número um do grupo no Reino Unido e foi certificado de platina pela British Phonographic Industry (BPI). Foi um sucesso comercial em toda a Europa, atingindo os dez primeiros na maioria dos gráficos que entrou. Como resultado de sua popularidade, a música foi lançada em 1997 na Austrália, recebendo uma certificação de ouro pela Australian Recording Industry Association (ARIA) e na América do Norte, entrando nos cinco primeiros, ambos no Canadá e Estados Unidos.

## Antecedentes
Em outubro de 1994, as Spice Girls começaram a procurar academias, para apresentar treinamentos e rotinas de dança. Elas se sentiram inseguras quanto à falta de um contrato e ficaram frustradas com a direção em que a Heart Management as dirigia. Em novembro, o grupo persuadiu seus gerentes, equipe de pai e filho Bob e Chris Herbert, a montar um showcase em frente aos empresários de grandes gravadoras, os produtores da A&R, nos Studios Nomis em Shepherd's Bush, onde receberam uma reação "esmagadoramente positiva".
Devido ao grande interesse no grupo, o Herberts rapidamente estabeleceu a criação de um contrato para elas. Encorajadas pela reação que receberam dos empresários, as cinco integrantes atrasaram a assinatura do contrato, com receio de se arrependerem ou virem a não concordarem com alguma clausula. Em março de 1995, devido à frustração do grupo com a falta de vontade de sua administração para ouvir suas visões e idéias, elas se separaram da Heart Management. A fim de garantir que elas pudessem manter o controle de seu próprio trabalho, o grupo recuperou as gravações demos de sua discografia, dos escritórios de sua administração. Na semana que vem, elas deveriam se encontrar com o produtor Eliot Kennedy. O Herberts organizou a sessão semanas antes da saída do grupo.

## Escrita e gravação
"Nós gravamos nossas músicas em um estúdio na casa do produtor. Foi um bem legal e descontraído. Muito do sentimento na música tem a ver com o que passamos juntas. Nós sempre fomos próximas uma da outra, então nós escrevemos sobre isso."

—Melanie Chisholm sobre a canção.
Sem acesso livre ao endereço de Herbert, o grupo não sabia nada do paradeiro de Kennedy, além do que ele morava em Sheffield. Melanie Brown e Geri Halliwell, dirigiram-se para Sheffield, no dia seguinte à saída do grupo do Heart Management e as garotas procuraram a primeira lista telefônica que encontraram, Eliot foi o terceiro Kennedy que elas telefonaram. Naquela noite, eles foram para sua casa e o convenceram a trabalhar com elas, o resto do grupo viajou para Sheffield no dia seguinte. Kennedy comentou sobre a sessão:
Nenhuma delas tocavam instrumentos, então fui deixando fluir a música e juntar essa vibração percebia. O que eu disse a elas foi: "Olha, eu tenho um refrão, da uma olhada nisso". E eu cantava o refrão e a melodia, sem letras nem nada e de imediato, cinco palavras saíram e elas começaram a cantar a letra para nós. Dez minutos depois, a música foi escrita. Então você passa a aperfeiçoa-la. Então, mais tarde, na gravação, você pode mudar algumas coisas aqui e ali. Mas, praticamente, foi um processo rápido e real. Elas estavam confiantes no que estavam fazendo, cantando-a lá fora".

O grupo ficou na casa de Kennedy durante a maior parte da semana. Ele nomeou o grupo de Spice, porque nunca tinha sido usado antes. Juntas, compuseram duas músicas na gravação: "Love Thing" e "Say You'll Be There". Paul Wilson e Andy Watkins, compositores e dupla de produção musical, conhecidos como Absolute, produziram a música e gravaram a maior parte no Olympic Studios, em Barnes, Londres. No início, foram feitas discussões sobre a música que o grupo lançaria como seu segundo single; Originalmente seria "Love Thing", mas no final elas decidiram por "Say You'll Be There There".

Em dezembro de 1996, ao correr por toda a Europa, "Say You'll Be There" tornou-se o foco de uma controvérsia quando o soldado israelense Idit Shechtman acusou o grupo de copiar sua música "Bo Elai" (בוא אלי, "Venha para mim") , Uma música altamente similar, lançada dois anos antes em Israel. Shechtman contratou advogados e ameaçou processar a banda. Um porta-voz do grupo declarou mais tarde: "Onde há um sucesso, há uma controvérsia. Sempre há alguém que se arrasta para impedir, alegando ter escrito uma música de sucesso. Estamos ansiosos para vê-lo no tribunal".

## Composição
"Say You'll Be There" é uma música dance-pop mid-tempo, com influências de G-funk e R&B. Está descrito na nota de Ré bemol maior, com uma assinatura de tempo definida no tempo comum, e move-se a um ritmo moderado de 108 batimentos por minuto. A música é construída em uma forma de verso-coro. Ele usa a seqüência B ♭ m-E ♭ -G ♭ m-D ♭ como sua progressão de acordes durante os versos e o refrão. O terceiro verso inclui um solo instrumental, que fecha com uma coda, que consiste no grupo cantando o coro repetidamente até que a música gradualmente se Fade, enquanto Melanie Chisholm acrescenta a alta harmonia. Absolut tocou os instrumentos, exceto a gaita, que foi interpretada por Judd Lander, que também tocou no "Karma Chameleon" da Culture Club.
As letras, de acordo com Brown, são sobre relacionamentos, e para estar lá, um com o outro. Que não importa dizer simplesmente que você os ama, o único que eles importam é que seu namorado cumpra sua promessa de que ele estará lá, para sempre que precisar dele. Em "Say You'll Be There", o grupo exalou uma confiança impetuosa que era atraente para os adeptos adolescentes e jovens. As Spice Girls decidem ser amigas, não namoradas, a mensagem clara é que o relacionamento pode ser canalizado e controlado pela mulher, com ênfase em indicar de onde elas vêm e o que representam.

## Recepção da critica

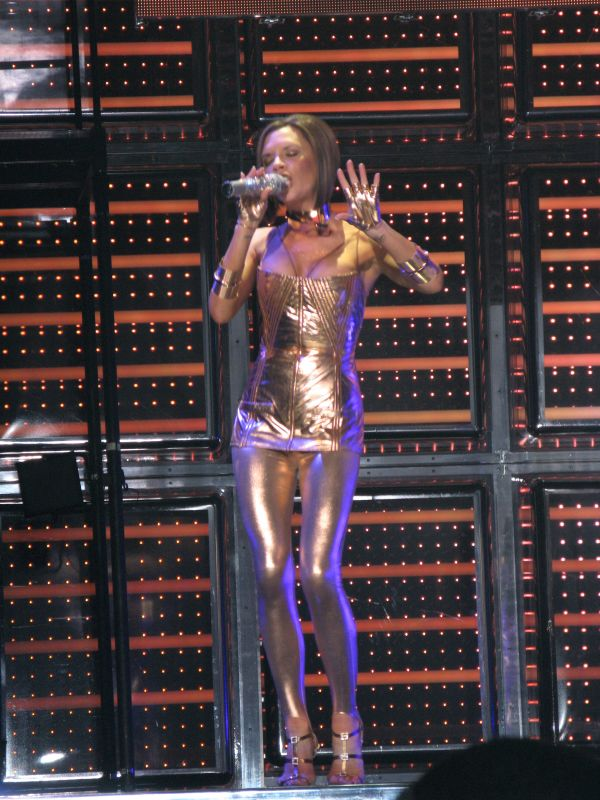
Victoria Beckham performando a música em Las Vegas, durante a turnê The Return of the Spice Girls.

A música recebeu críticas mistas, alguns críticos elogiaram "Say You'll Be There", como uma música cativante, outros apelidá-lo como meramente uma oferta de credibilidade. Dele Fadele, da NME, disse que é "outra melodia monstruosa e cativante das fúnebres pop stars", e a chamou de "estado artístico da música pop em 96". Christopher John Farley, da revista Time, comentou que o "groove" da música é penetrante, mas o conjunto parece suspeito como uma música do Earth, Wind & Fire, que está apenas na ponta da língua". Melissa Ruggieri do Richmond Times-Dispatch, comentou que a música "funcionará bem na rádio Top 40". Edna Gundersen, da USA Today, disse que as Spice "é um grupo dance-pop, montado", acrescentando que "apenas a funk "Say You'll Be There" e o toque de cornkey de "Mama", sugere alguma profundidade". Steve Dollar do The Atlanta Journal-Constitution disse sobre a música "é toda pura e confeccionada, mais açucarada do que espacial", acrescentando que "até inclui um solo de harmónica, entre outras coisas óbvias".
Greg Kot, do Chicago Tribune, disse que o primeiro álbum do grupo "é um compêndio de pop urbano de segunda mão, abrangendo [...] sintetizadores de G-funk em 'Say You'll Be There' [...] e a guitarra e as cordas de Babyface, na balada 2 Become 1". Larry Flick da revista Billboard, comparou a canção com "Wannabe", dizendo que "é tão imediatamente infecciosa, embora não seja tão boba e inovadora". Ken Tucker, do Entertainment Weekly, chamou a música "uma oferta para o street", enquanto David Browne da mesma revista, comentou sobre as letras confusas, "vejamos: ela quer apenas ser amiga, ele quer mais e, no entanto, ela canta "Estou lhe dando tudo, tudo que a alegria pode trazer". Ela está tão confusa quanto eu. É melhor deleitar-se com a melodia do grupo feminino, mais delicioso e espumoso do momento". Stephen Thomas Erlewine do Allmusic, em uma revisão do álbum de estreia, Spice, disse que "o que é surpreendente, é como a alma sensual de 'Say You'll Be There' é mais do que apenas um prazer culposo". Em uma revisão do álbum de compilação de 2007 do grupo Greatest Hits, o NME disse que é uma "canção fina em qualquer idade".
A Billboard nomeou a canção no número #25, em sua lista de 100 maiores músicas do Maiores Grupos Femininos, de todos os tempos.

## Performance comercial

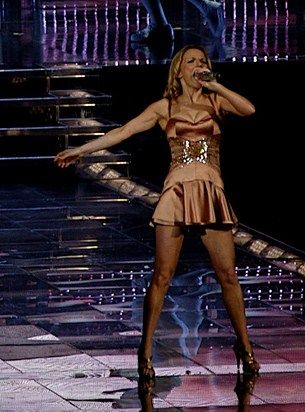
Geri performando a música no Air Canada Centre.

"Say You'll Be There" foi lançado no Reino Unido em 14 de outubro de 1996, uma vez que a popularidade de "Wannabe" começou a cair. A alta antecipação do segundo single assegurou seu sucesso comercial. Uma semana antes do lançamento, os relatórios deram as vendas avançadas de 334.000 de cópias, a venda mais alta de um single lançado pela Virgin Records, enquanto a música pulou onze posições para o número oito no UK Airplay Chart. Ele estreou no UK Singles Chart no número um, vendendo 350 mil cópias. Foi o primeiro single do grupo a estrear no primeiro lugar, ficando na posição superior por duas semanas, doze semanas dentro dos quarenta e dezessete semanas dentro dos setenta e cinco superiores. No final de outubro de 1996, o single vendeu 750 mil cópias, recebendo uma certificação de platina pela British Phonographic Industry (BPI). 961.000 cópias foram vendidas no Reino Unido, a partir de outubro de 2016.
"Say You'll Be There" foi comercialmente bem sucedido na Europa. Em 16 de Novembro de 1996, atingiu o topo do Eurochart Hot 100 durante duas semanas, e teve um desempenho semelhante em todo o continente, superando o quadro de singles na Finlândia e atingindo o pico dentro dos dez melhores da Áustria, Bélgica (ambos nas paradas flamengas e francesas), na Dinamarca, a França, Irlanda, os Países Baixos, a Noruega, a Espanha, Suécia e a Suíça Na Nova Zelândia, estreou em 10 de novembro de 1996 no número dois, permaneceu dez semanas dentro dos dez primeiros e 23 semanas no total. Na Austrália, o single que estreou em janeiro de 1997, no ARIA Charts, no número vinte e três, atingiu o número doze, treze semanas depois, permaneceu no gráfico por mais de cinco meses e foi certificado de ouro pela Australian Recording Industry Association (ARIA).
Em março de 1997, "Say You'll Be There" estreou no quadro de singles do RPM canadense, no número noventa, atingindo um pico de número cinco na dupla da semana. Ele terminou na trigésima quinta posição na parada de fim de ano. Nos Estados Unidos, foi lançado em 6 de maio de 1997. A música estabeleceu um recorde no Billboard Hot 100, quando estreou em 24 de maio de 1997 no número cinco, com vendas de 60.000 cópias. No momento, esta foi a entrada mais alta de um artista britânico nos EUA. "Say You'll Be There" atingiu o número seis no Hot 100 Airplay e quatro na Hot Singles Sales, atingindo o número três no Hot 100, por três semanas consecutivas. Ele vendeu mais de 900.000 cópias em dezembro de 1997 e foi certificado de ouro pela Recording Industry Association of America (RIAA). Ele alcançou dois em Mainstream Top 40, e teve sucesso crossover, atingindo três pontos no Rhythmic Top 40 e o nove na parada da Hot Dance Singles Sales chart.

## Videoclipe

As Spice Girls interpretaram um grupo de super heroínas, no deserto de Mojave, como cenário.

O videoclipe de "Say You'll Be There", foi dirigido por Vaughan Arnell, produzido por Adam Saward e filmado em 7 e 8 de setembro de 1996, no deserto de Mojave, localizado na Califórnia. Foi inspirado pelos filmes Pulp Fiction e Faster, Pussycat! Kill! Kill!, o último em que levou as meninas a adotar identidades na ficção, uma ideia que Halliwell teve.
O vídeo apresenta o grupo como uma banda de pseudo-heroínas, que usam artes marciais e armas influenciadas por ninja de alta tecnologia, para capturar um homem infeliz, interpretado pelo modelo americano Tony Ward. O clipe é apresentado como uma narrativa, com créditos de filmes no início, apresentando as Spice Girls como personagens fantásticas.
Melanie Chisholm interpretou "Katrina Highkick", o alter-ego de Geri Halliwell foi "Trixie Firecracker", Emma Bunton assumiu o papel de "Kung Fu Candy", Victoria Beckham tocou "Midnight Miss Suki" e "Blazin 'Bad Zula" foi o alter ego de Melanie Brown. As cenas da escravidão masculina são inexplicáveis e funcionam como símbolos do desapego masculino, assim como o resto do clipe serve para afirmar o poder e as habilidades de luta das mulheres. No final, o grupo captura um homem gelado confuso, que aparece no seu caminhão. Ele é carregado no telhado do carro como um troféu. Outro homem com um chapéu de cowboy também é capturado e amarrado ao carro. Existe uma versão alternativa do vídeo que remove as cenas da submissão masculina e as substitui por cenas não vistos das meninas. Esta versão nunca recebeu uma versão oficial.
O clipe ganhou o prêmio de Melhor Vídeo Pop no Smash Hits! Awards em 1996, Melhor Vídeo do BRIT Awards, em 1997 e foi nomeado para o Viewer's Choice no MTV Video Music Awards, em 1997. Ganhou o FAN.tastic Video, feito pelos leitores da Billboard, no Billboard Music Video Awards, em 1997 e também foi nomeado como Melhor Artista Revelação em um Vídeo e Melhor Clip Pop/Rock. Em janeiro de 1999, o videoclipe ficou em 8º lugar no "All-Time Greatest Music Videos in History" do VH1.

## Performances ao vivo

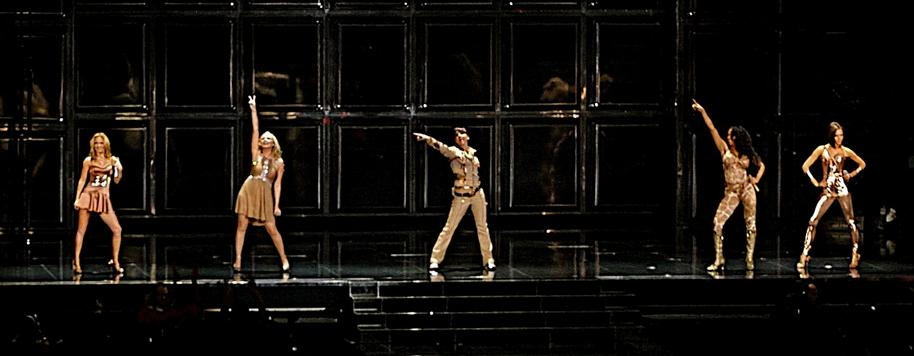
O grupo durante a turnê Return of the Spice Girls, vestidas com roupas de bronze e cobre desenhadas por Roberto Cavalli.

A música foi cantada muitas vezes na televisão, tanto na Europa como nos EUA, incluindo uma performance no An Audience with..., Top of the Pops, Bravo, MuchMusic, o Late Show with David Letterman com David Letterman e Saturday Night Live. A performance no Saturday Night Live em 12 de abril de 1997, foi a primeira vez que "Say You'll Be There", foi cantada com uma banda ao vivo, a suas performances anteriores foram cantadas com Playback. O grupo cantou a música no Smash Hits! Awards, The Prince's Trust de 1997, no Festival de Sanremo de 1997 e no MTV Video Music Awards de 1997. Em outubro de 1997, o grupo o cantou-a como a quinta música do seu primeiro concerto ao vivo na Arena Abdi İpekçi em Istambul, Turquia. A performance foi transmitida na Showtime, em um evento pay-per-view intitulado Spice Girls in Concert Wild!, e foi posteriormente incluído na versão do VHS e no DVD Girl Power! Viver em Istambul.
As Spice Girls cantaram a música em suas três turnês, Spiceworld Tour, Christmas in Spiceworld Tour e The Return of the Spice Girls. A performance no concerto final na Spiceworld Tour, pode ser encontrada no vídeo: Spice Girls Live at Wembley Stadium, filmado em Londres, em 20 de setembro de 1998. Permaneceu no repertório do grupo, após a saída de Halliwell. O segundo verso originalmente foi cantado por Halliwell, com Chisholm adicionando as harmonias. Após a partida de Halliwell, Chisholm cantou o vocal principal e Bunton cantou a alta harmonia. Na turnê Return of the Spice Girls, foi cantada como a terceira música do segmento de abertura do show. O grupo vestiu roupas de bronze e cobre coloridas, feitas pelo estilista italiano Roberto Cavalli.

## Formatos e faixas
Estes são os formatos e as faixas dos principais lançamentos de "Say You'll Be There":
| - CD1 britânico / CD australiano / CD brasileiro / CD europeu / CD japonês 1. "Say You'll Be There" (Single Mix) – 3:56 2. "Take Me Home" – 4:07 3. "Say You'll Be There" (Junior's Main Pass) – 8:33 4. "Say You'll Be There" (Instrumental) – 3:56 - CD2 britânico 1. "Say You'll Be There" (Single Mix) – 3:56 2. "Say You'll Be There" (Spice of Life Mix) – 7:01 3. "Say You'll Be There" (Linslee's Extended Mix) – 4:09 4. "Say You'll Be There" (Junior Vasquez Dub Girls) – 8:29 - CD europeu de 2 faixas/CD francês 1. "Say You'll Be There" (Single Mix) – 3:56 2. "Say You'll Be There" (Junior's Main Pass) – 8:33 | - CD americano 1. "Say You'll Be There" – 3:56 2. "Take Me Home" – 4:07 - Vinil Italiano 12" 1. A1: "Say You'll Be There" (Single Mix) – 3:56 2. A2: "Say You'll Be There" (Junior Vasquez Dub Girls) – 8:29 3. B1: "Say You'll Be There" (Linslee's Extended Mix) – 4:09 4. B2: "Say You'll Be There" (Junior's X-Beats) – 8:30 - EUA 12" single vinil 1. A1: "Say You'll Be There" (Versão do álbum) – 3:56 2. A2: "Say You'll Be There" (Junior's Main Pass) – 8:33 3. A3: "Say You'll Be There" (Linslee's Extended Mix) – 4:09 4. B1: "Say You'll Be There" (Junior's Dub Girls) – 8:29 5. B2: "Say You'll Be There" (Junior's X-Beats) – 8:30 |

## Desempenho nas tabelas musicais
| Chart (1996)                              | Maior posição |
| ----------------------------------------- | ------------- |
| Alemanha (German Singles Chart)           | 16            |
| Áustria (Austrian Singles Chart)          | 7             |
| Bélgica (Belgian Ultratop 50 (Flanders))  | 8             |
| Bélgica (Belgian Ultratop 40 (Wallonia))  | 3             |
| Escócia (Scottish Singles Chart)          | 1             |
| Espanha (Spanish Singles Chart)           | 2             |
| Europa (European Hot 100 Singles)         | 1             |
| Finlândia (Finnish Singles Chart)         | 1             |
| França (French Singles Chart)             | 2             |
| Irlanda (Irish Singles Chart)             | 2             |
| Itália (Italian Singles Chart)            | 25            |
| Noruega (Norwegian Singles Chart)         | 2             |
| Nova Zelândia (New Zealand Singles Chart) | 2             |
| Países Baixos (Danish Singles Chart)      | 2             |
| Países Baixos (Dutch Top 40)              | 6             |
| Reino Unido (UK Singles Chart)            | 1             |
| Suécia (Swedish Singles Chart)            | 4             |
| Suíça (Swiss Singles Chart)               | 4             |
| Chart (1997)                              | Maior posição |
| Austrália (Australian Singles Chart)      | 12            |
| Canadá (Canadian RPM Singles Chart)       | 5             |
| EUA (Billboard Hot 100)                   | 3             |
| EUA (Billboard Mainstream Top 40)         | 2             |
| EUA (Billboard Rhythmic Top 40)           | 3             |

| Chart (1996)                             | Maior posição |
| ---------------------------------------- | ------------- |
| Bélgica (Belgian Ultratop 50 (Flanders)) | 89            |
| Bélgica (Belgian Ultratop 40 (Wallonia)) | 29            |
| França (French Singles Chart)            | 44            |
| Países Baixos (Dutch Singles Chart)      | 64            |
| Reino Unido (UK Singles Chart)           | 4             |
| Suíça (Swedish Singles Chart)            | 22            |
| Chart (1997)                             | Maior posição |
| Austrália (Australian Singles Chart)     | 45            |
| Canadá (Canadian RPM Singles Chart)      | 35            |
| EUA (Billboard Hot 100)                  | 28            |
| França (French Singles Chart)            | 67            |